# سیب (نماد)

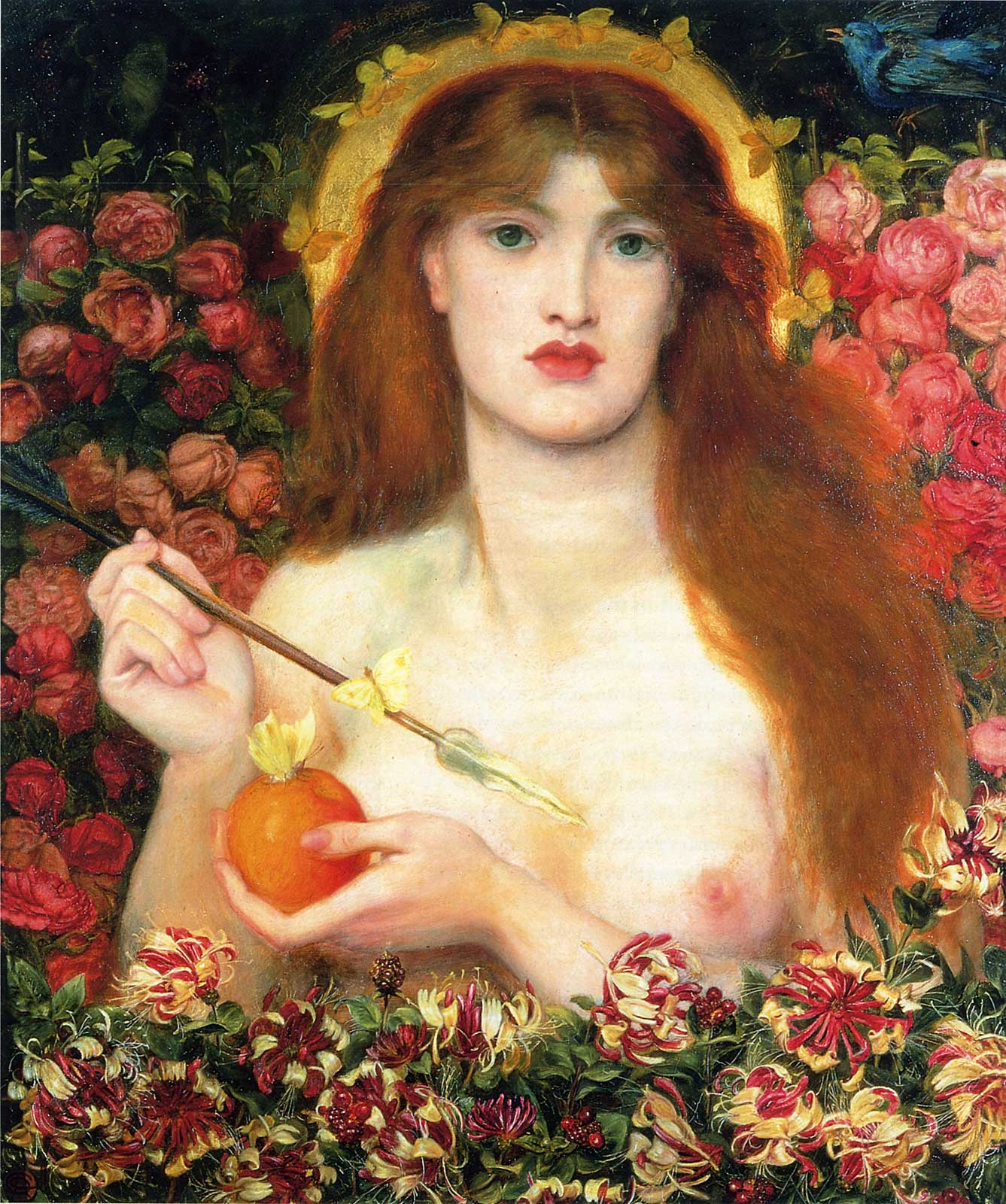
ونوس ورتیکوردیا - دانته گابرییل روستی - ۱۸۶۶

سیب در بسیاری از سنت‌های مذهبی و اغلب به عنوان میوه ممنوع یا اسرارآمیز ظاهر می‌شود. یکی از مشکلات شناختن سیب در مذهب، اسطوره‌شناسی و فولکلور این است که تا اواخر قرن هفدهم، کلمه سیب به عنوان یک کلمه عام برای تمام میوه‌ها و حتی میوه‌هایی مثل گردو (مغزدانه‌ها) به جز بری‌ها استفاده می‌شد.
این عبارت گسترش یافته بود و حتی به گال هم گفته می‌شد، چون فکر می‌کردند منشأ آن سیب است (به oak apple نگاه کنید). برای مثال، زمانی که گوجه‌فرنگی به اروپا معرفی شد، نام آن را «love apples» گذاشتند. در یک کار قدیمی انگلیسی خیار eorþæppla (به لاتین: earth-apples) نامیده شده‌است، همانند زبان فرانسوی، هلندی، عبری، فارسی و آلمانی سوئیسی، کلمه potatoes همانند انگلیسی به معنی «سیب - زمینی» است. در بعضی از زبان‌ها پرتقال «سیب طلایی (golden apples)» یا «سیب چینی (Chinese apples)» نامیده می‌شود. تاتوره هم «سیب خاردار (thorn-apple)» نامیده می‌شود.
علمای مردم‌گیاه‌شناسی و «قارچ‌شناسی قومی» مثل: ر. گوردن واسن، کارل راک، و کلارک هاینریش نوشته‌اند سیب اسطوره‌ای جانشین نمادی قارچ مگس یا قارچ (فلای آگریک) است. انجمن با دانش اشاره‌ای به عبارت‌های مکاشفه‌آمیز به‌کار رفته توسط تعدادی از شمن‌ها و استفاده‌کنندگان از قارچ‌های توهم‌زا است. گاه گاهی هنرمندان از سیب؛ همانند دیگر نمادهای مذهبی یا برای تأثیر طعنه‌آمیز یا به عنوان عنصر اساسی کلمات نمادین، استفاده خواهند کرد؛ بنابراین، هنر دنیوی از سیب به خوبی به عنوان نماد عشق و تمایلات جنسی استفاده کرده‌است. اغلب خصوصیتی وابسته به ونوس است که با سیبی در دست نشان داده می‌شود.

## اساطیر و مذهب

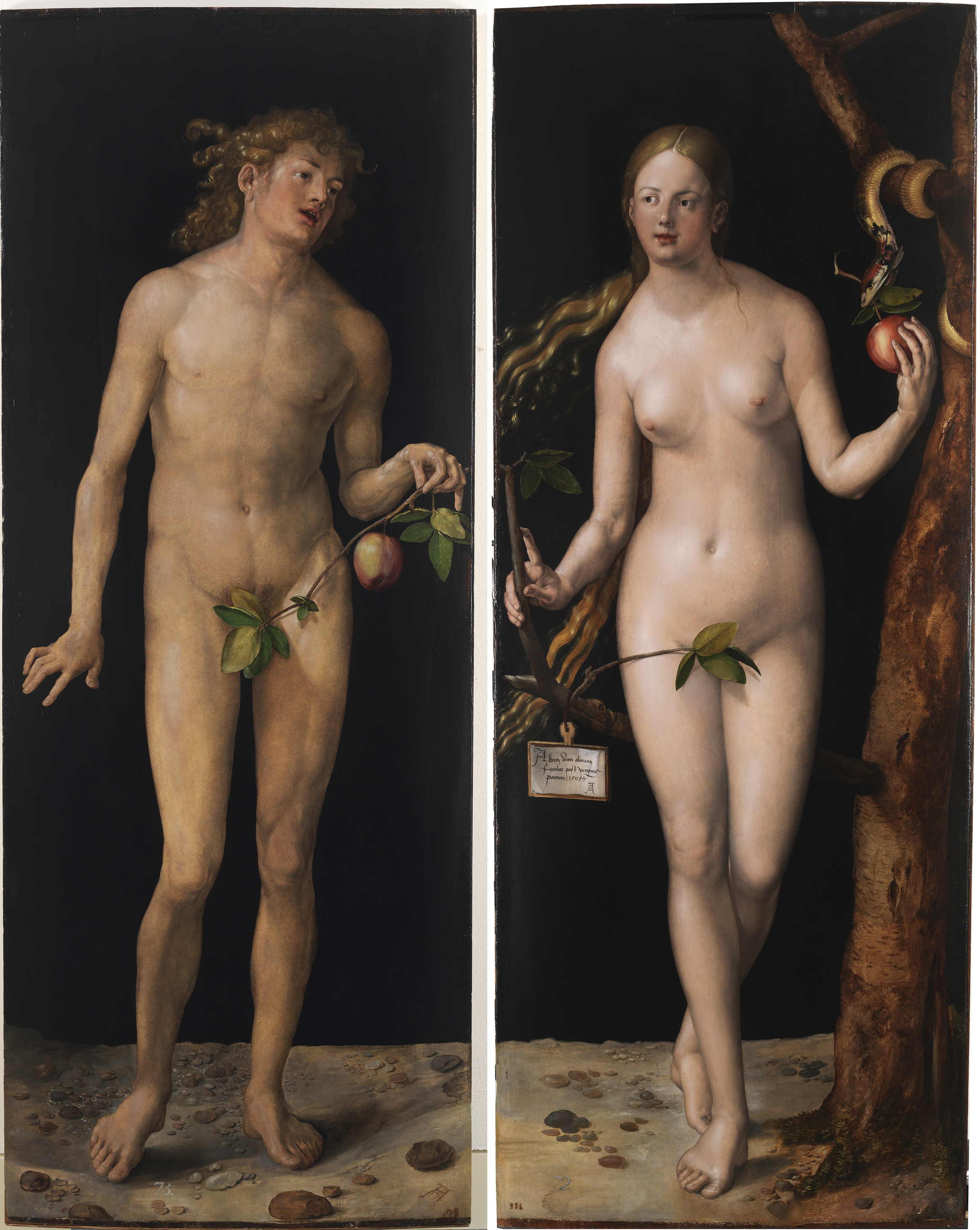
آدم و حوا: یک نقاشی کلاسیک از داستان انجیل سیب را به عنوان نماد گناه نشان می‌دهد.
آلبرشت دورر، ۱۵۰۷، رنگ روغن روی تخته.

گرچه میوه ممنوع در کتاب سفر پیدایش مشخص نشده‌است (اثرات جانبی فاویسم در سرود ۷ کتاب طلب بخشش توصیف شده‌است) ، سنتهای مشهور مسیحی عقیده دارند که آدم و حوا از درخت ممنوع در بهشت عدن یک سیب خوردند. این مطلب شاید نتیجه تأثیر نقاشان رنسانس باشد که عناصر اساطیر یونانی را به صحنه‌ای براساس انجیل اضافه کردند؛ بنابراین میوه نامشخص عدن تحت تأثیر داستان سیبهای طلایی باغ هسپریدس سیب در نظر گرفته شد. در نتیجه سیب نماد دانش، ابدیت، وسوسه، سقوط انسان و گناه شد.
کلمه «μήλον» (خربزه) در زبان یونانی قدیم - که الان یک کلمه قرضی در زبان انگلیسی به معنی خربزه یا هندوانه است -در زمان هومر معنی سیب، میوه گوشتالو نمی‌داد بلکه به معنی گوسفند یا بز بود. در زبان لاتین کلمات معادل سیب (mālum) و بد(malum) تقریباً یکسان هستند. این مطلب هم هنگام ترجمه از نسخه لاتین قدیمی کتاب مقدس بر روی تعبیر سیب به عنوان میوه ممنوع گفته شده در انجیل تأثیر گذاشت. حنجره در گلوی انسان سیبک گلو نامیده شد به خاطر داستان عامیانه‌ای که می‌گفت برآمدگی گلو به خاطر این است که میوه ممنوع در گلوی آدم گیر کرده‌است. سیب به عنوان نماد وسوسه جنسی گاهی احتمالاً به روش طعنه آمیز، برای رابطه جنسی بین مردان استفاده می‌شود.

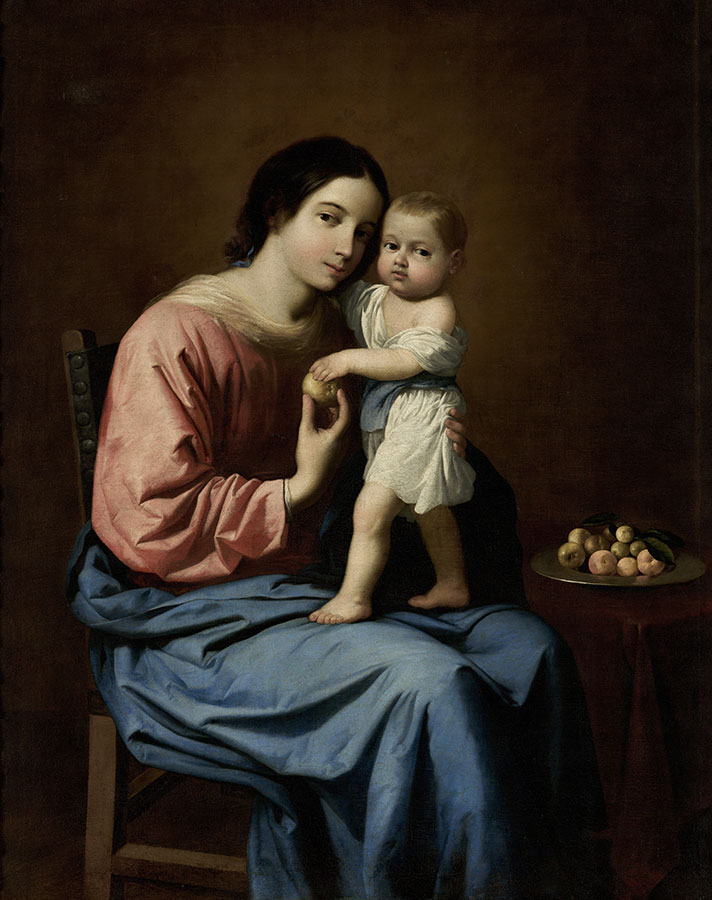
Francisco de Zurbarán - La Virgen y el Niño de la manzana, ۱۶۶۰–۶۴

مفهوم سیب به عنوان نماد گناه در کارهای هنری سقوط از بهشت منعکس شده‌است. سیب نگه داشته شده در دست آدم، نماد گناه است. زمانی که مسیح با سیبی در دست نقاشی شده‌است، آدم دومی را که زندگی بخش است نمایش می‌دهد. این تفاوت تکامل نماد در مسیحیت را منعکس می‌کند. در عهد عتیق سیب به عنوان نماد سقوط انسان مهم و معنی دار بود، در عهد جدید سیب نشانه رستگاری از سقوط است. سیب در تصاویری که مریم و مسیح کودک را نشان می‌دهد، نشان دیگری از آن رستگاری است.
در تعدادی از نسخه‌های انجیل (مثل ترجمه مخصوص جوانان)، کلمه عبری برای مردم گیاه (سفر پیدایش ۳۰:۱۴) «love apples» ترجمه شد. (با کلمه جدید گوجه‌فرنگی در بر جدید اشتباه نشود) مثال‌هایی در عهد عتیق وجود دارد که از سیب با روش دلپذیرتری استفاده شده‌است.
در بسیاری از جوامع قبیله‌ای رسمی قدیمی وجود دارد که بر اساس آن اولین فرزند هر زوج باید با سیبی که توسط پدربزرگ و مادربزرگ پدری شان در اولین روز تولدشان به صورت تصادفی چیده شده‌است مشخص شوند. اگر سیب انتخاب شده را بریدند و درونش کرمی وجود داشت، نشانه بدی است و بچه در روز تولد بیست ویک سالگی‌اش، باید برای خدایان میوه برقصد تا زندگی فرزندانشان را حفظ کند.

## یونانی

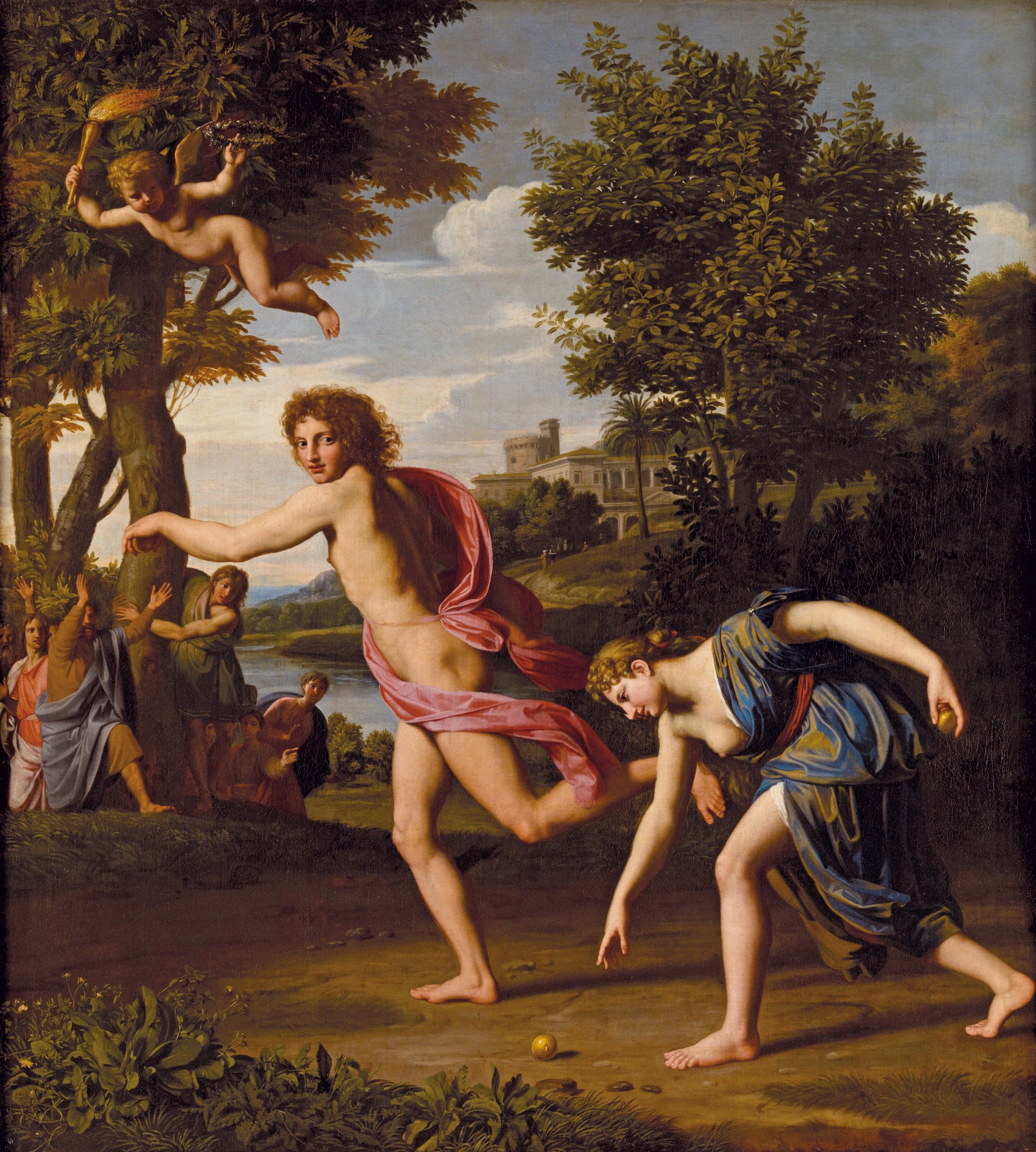
آتالانته و هیپومنس

قهرمان یونانی هرکول به عنوان قسمتی از دوازده‌خان باید به باغ هسپریدس و سیب‌های طلایی را از درخت زندگی در وسط باغ می‌چید.
آتالانته، هم که از اساطیر یونانی بود، در مسابقه‌ای برای فرار از ازدواج از همهٔ خواستگارانش جلو افتاد. او از همه سبقت گرفت به جز هیپومنس که با حقه نه سرعتش جلو افتاد و هیپومنس می‌دانست که در یک مسابقهٔ عادلانه نمی‌تواند او را ببرد، بنابراین از سه سیب طلایی (که خدای عشق، آفرودیته به او هدیه داده بود) برای پرت کردن حواس آتالانته استفاده کرد. آتالانته برای گرفتن سیب‌ها رفت و هیپومنس در مسابقه برنده شده و با او ازدواج کرد.
اریس الههٔ نفاق و کشمکش، به خاطر ممانعت از شرکت در جشن ازدواج پلئوس و تتیس غمگین و بدخلق گشت. برای تلافی بدون دعوت حاضر شد و سیبی را که رویش نوشته بود «برای زیباترین زن دنیا» به میان مجلس عروسی انداخت. بر سر تصاحب این سیب بین آفرودیته، آتنا و هرا اختلاف پیش آمد. پاریس به عنوان داور انتخاب شد. پس از اینکه از طرف آتنا و هرا به او رشوه دادند. آفرودیته او را با وعده زیباترین زن دنیا هلن فریفت. او سیب را به آفرودیته داد، و بنابراین به‌طور غیرمستقیم موجب جنگ تروآ شد.

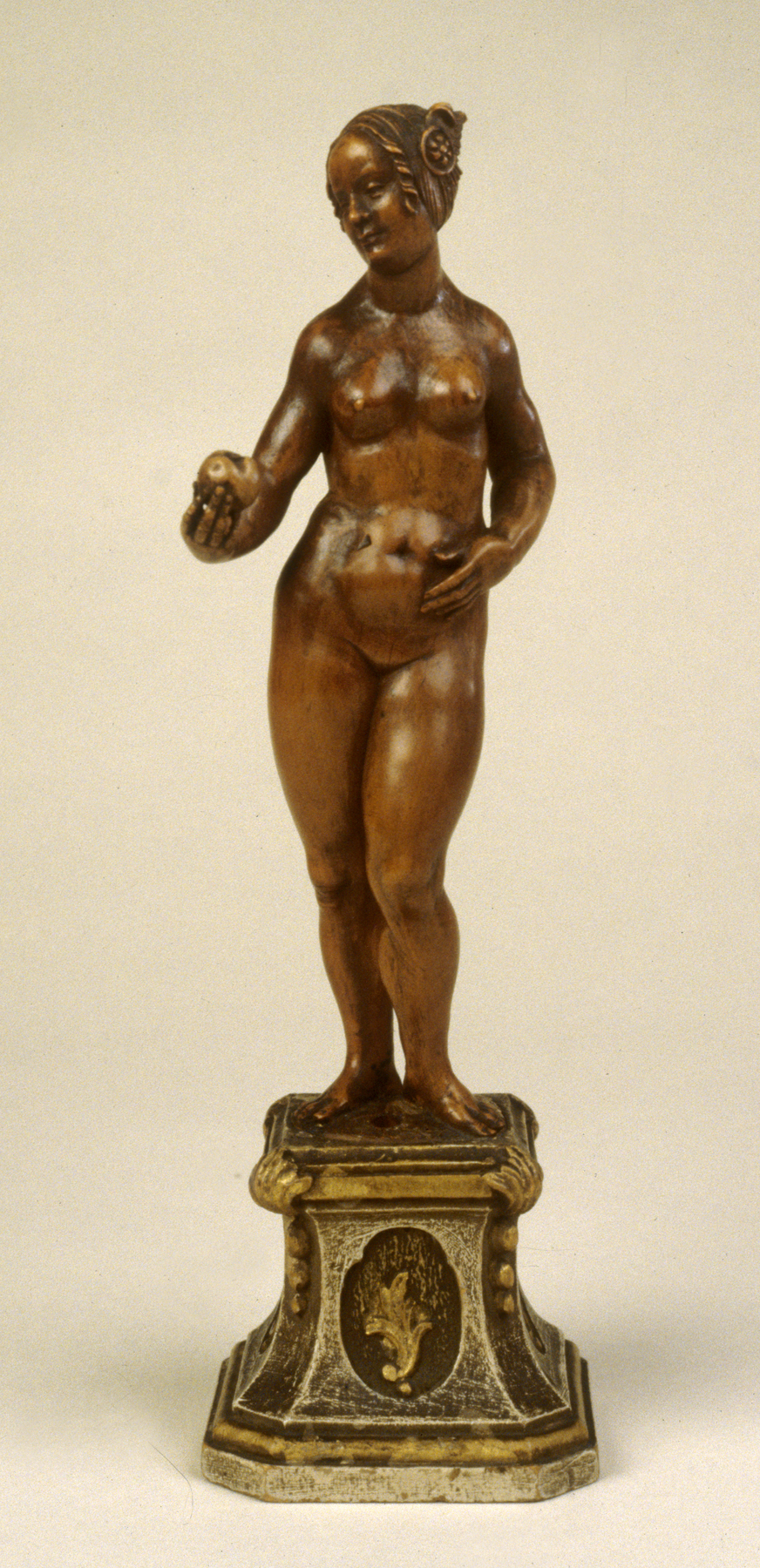
ونوس که یک سیب را در دست نگه داشته‌است( دی.ماخ)
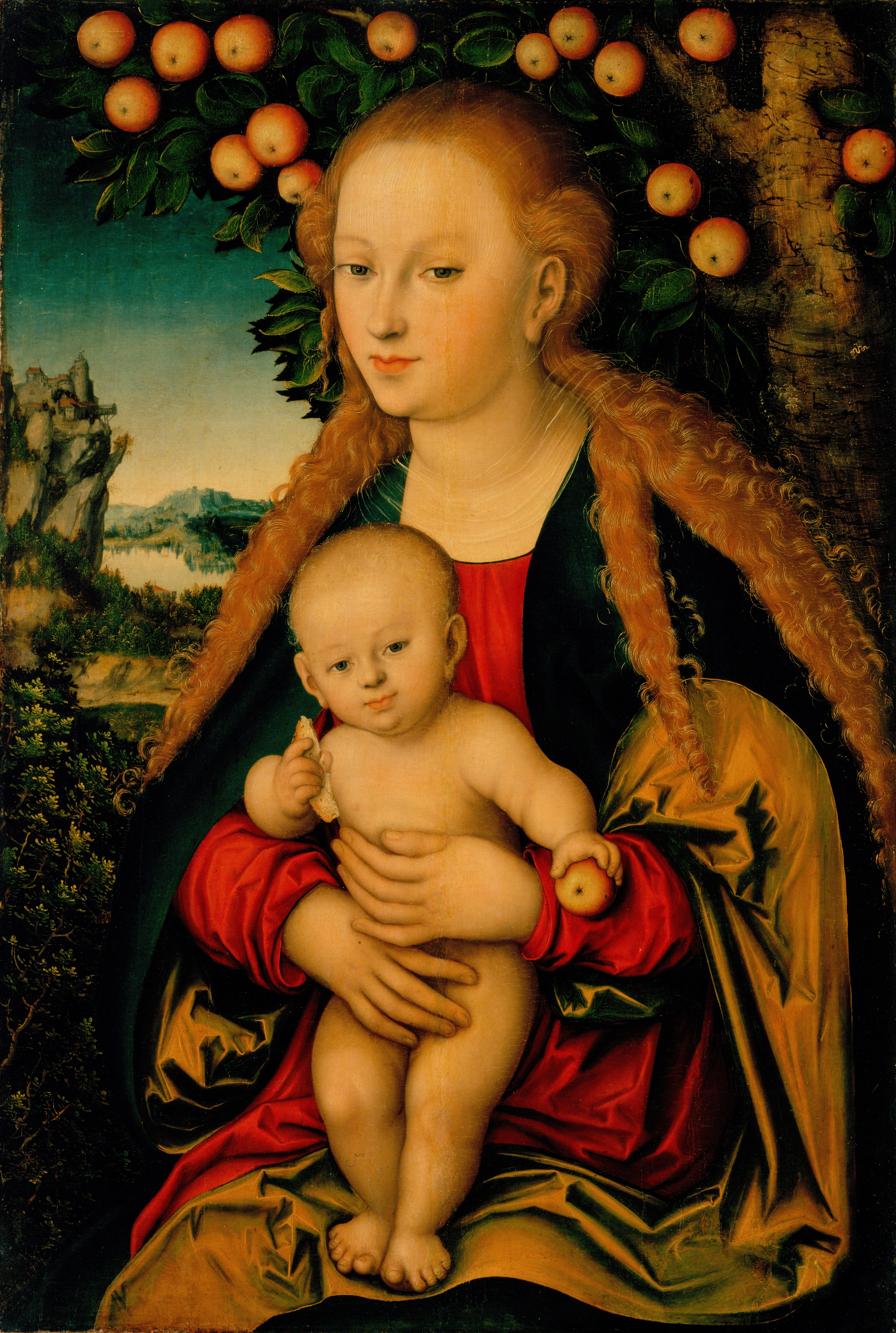
باکره و کودک زیر درخت سیب ( ال. کرانچ )
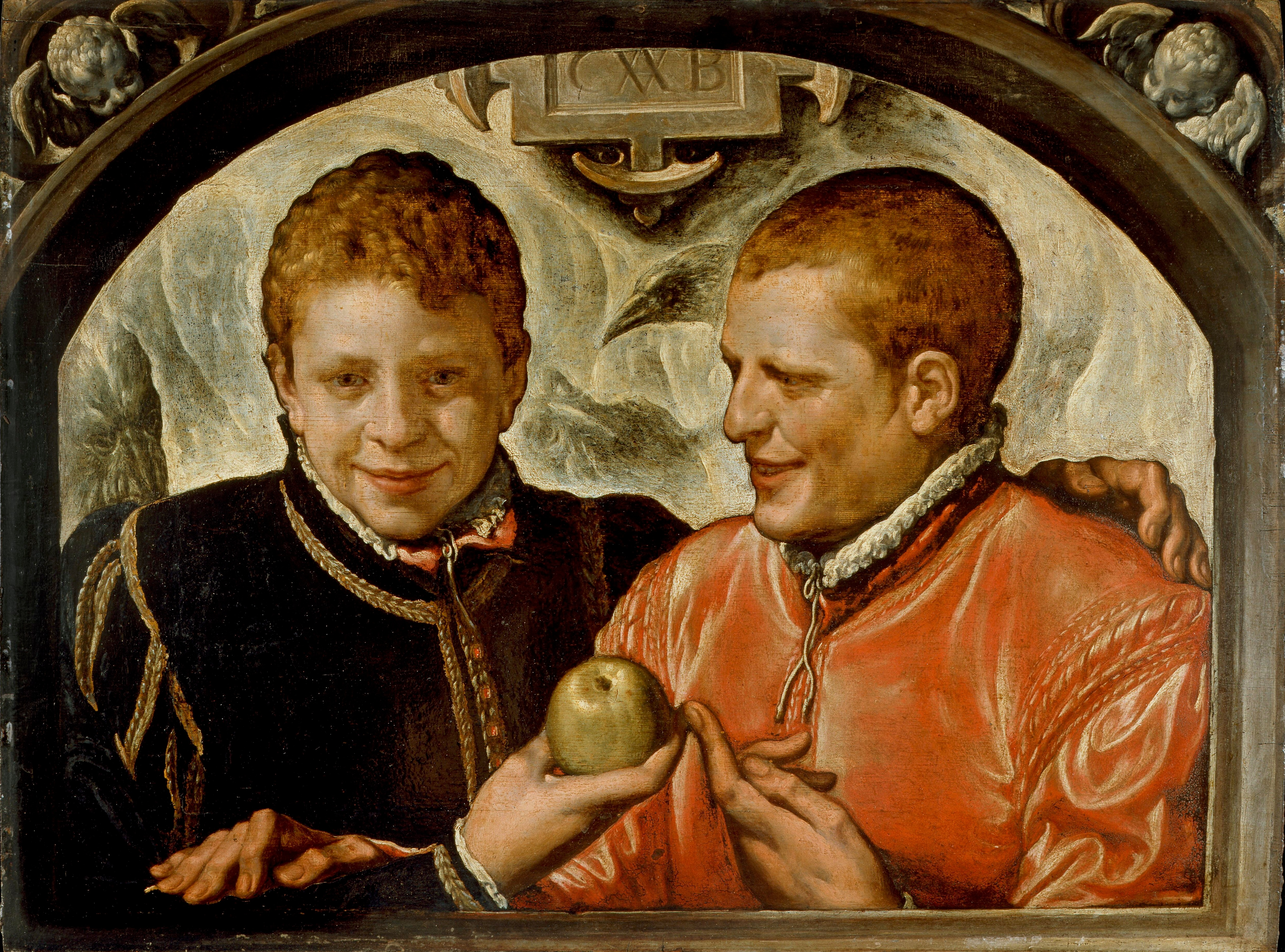
دو مرد جوان (کراسپین فون دن بروخ )